# The Flying Serpent
The Flying Serpent ist ein US-amerikanischer Horrorfilm aus dem Jahr 1946. Im Jahr 1982 wurde der Stoff des Films als American Monster neu verfilmt.

## Handlung
Vor langer Zeit hatte der aztekische Herrscher Moctezuma II. unter der Eroberung durch Hernán Cortés den Goldschatz seines Volkes im Norden des Landes, dem heutigen New Mexico, versteckt und ließ ihn von der Gottheit Quetzalcoatl, einer Mischung aus Vogel und Reptil, bewachen.
Archäologe Andrew Forbes findet den Schatz und lässt ihn von Quetzalcoatl bewachen. Durch ein Versehen war Forbes’ Frau durch Quetzalcoatls Feder umgekommen; nun will Forbes Quetzalcoatls Fähigkeiten nutzen, um sich an seinen Feinden zu rächen.
Der Ornithologe John Lambert hat vor kurzem einen Artikel über Quetzalcoatl veröffentlicht. Forbes befürchtet nun, der Artikel könnte jetzt Scharen von Schatzsuchern anlocken.
Zufällig findet Lambert Quetzalcoatls Feder. Auf der Suche nach dem Schatz wird er von Quetzalcoatl angegriffen und getötet. Der Radiomoderator Richard Thorpe will mit Hilfe seines Freundes, des Ornithologen Louis Havener, und der Unterstützung von Sheriff Bill Hayes der Sache auf den Grund gehen.
Die Obduktion ergibt, dass alles Blut aus dem Körper des Opfers ausgesaugt wurde. Sheriff Hayes wiederum konnte am Tatort keine verdächtigen Fußspuren finden. Forbes berichtet von seinem letzten Treffen mit Lambert wegen des Artikels und verneint trotz der ähnlichen Umstände einen Zusammenhang mit dem Tod seiner Frau. Forbes’ Tochter Mary berichtet von der auffallenden Feder, die Lambert gefunden hatte. Die Untersuchung kommt zu dem Ergebnis, dass es sich um Mord handelt.
Als Thorpe mit Forbes und dem Sheriff zum Fundort von Lamberts Leiche fährt, lässt Forbes Quetzalcoatls Feder auf den Boden fallen. Wenig später wird der Sheriff von Quetzalcoatl angegriffen und getötet. Thorpe findet die Feder und lässt sie von Havener untersuchen, der sogleich von Quetzalcoatl getötet wird. Thorpe scheitert bei dem Versuch, das davonfliegende Schlangenwesen zu erschießen.
Der Schatzjäger Vance Bennett hat aus Honduras eine versiegelte Feder mitgebracht. Richard hat herausgefunden, dass Quetzalcoatl den Schatz vor Entdeckern beschützt und vom Duft der Feder angelockt wird. Ebenso vermutet er, dass Forbes hinter den Mordfällen steckt.
Am Tatort wird Forbes eine Falle gestellt, indem Bennett vorgibt, er habe soeben die von ihm mitgebrachte Feder gefunden. Thorpe und Richard beobachten Forbes, wie er den Quetzalcoatl frei lässt. Nachdem man Forbes vorgaukelt, Quetzalcoatl habe Bennett getötet, plant Forbes als Nächstes den Mord an Thorpe.
Als Mary die Ahnung äußert, dass er hinter den Mordfällen steckt und das Schlangenwesen auch ihre Mutter umgebracht hat, offenbart er ihr, dass er in Wahrheit ihr Stiefvater ist. Als Thorpe diesmal vom Ort der Geschehnisse sendet, lockt Forbes Mary zu dem Versteck des Schlangenwesens und des Schatzes. Thorpe kommt Mary zu Hilfe und überwältigt Forbes, wobei sich Quetzalcoatls Käfig öffnet. Forbes flieht mit der Feder, wird aber von Quetzalcoatl getötet. Thorpe schießt mehrfach auf das Schlangenwesen, das nun tödlich getroffen wird.
Thorpe verkündet im Radio, dass er und Mary heiraten wollen.

## Hintergrund
The Flying Serpent wurde von der auf Billigproduktionen spezialisierten Firma PRC (Producers Releasing Corporation) hergestellt. Der Film ist in großen Teilen eine abgeänderte Neuauflage von The Devil Bat (1940) von Regisseur Jean Yarbrough mit Bela Lugosi in der Hauptrolle, ebenfalls einer PRC-Produktion und einem der erfolgreichsten Horrorfilme des Studios. Während Dr. Carruthers (Lugosi) in The Devil Bat Riesenfledermäuse züchtet, die er darauf abrichtet, alle Menschen zu töten, die er zuvor mit einem speziellen Parfüm besprüht hat, trainiert Dr. Forbes (Zucco) in The Flying Serpent eine fliegende aztekische Gottheit, alle Menschen zu töten, denen er zuvor eine Feder der „gefiederten Schlange“ zugesteckt hat. Und beide Wissenschaftler kommen zuletzt durch einen Angriff ihrer eigenen Kreatur um.
The Devil Bat und The Flying Serpent hatten zudem denselben Drehbuchautor, John T. Neville, dessen letzte Arbeit The Flying Serpent war.